# Steven Levenson
Steven Levenson (Estados Unidos, maio de 1984) é um roteirista e dramaturgo norte-americano. Como reconhecimento, foi indicado ao Primetime Emmy Awards 2019.